# مالدن (ویرجینیای غربی)
مالدن (به انگلیسی: Malden) یک منطقهٔ مسکونی در ایالات متحده آمریکا است که در شهرستان کاناوا، ویرجینیای غربی قرار دارد.